# Marcus Williams (Footballspieler, 1996)
Marcus Alan Williams (* 8. September 1996 in Corona, Kalifornien) ist ein US-amerikanischer American-Football-Spieler in der National Football League (NFL). Er spielte zuletzt für die Baltimore Ravens als Safety, zuvor stand er von 2017 bis 2021 bei den New Orleans Saints unter Vertrag.

## College
Williams, der schon früh beachtliches sportliches Talent erkennen ließ und während der Highschool auch als Leichtathlet und als Basketballer starke Leistungen zeigte, hatte Angebote von mehreren Hochschulen, entschied sich für die University of Utah und spielte für deren Mannschaft, die Utes, erfolgreich College Football, wobei er zwischen 2014 und 2016 insgesamt 188 Tackles setzen und acht Pässe verhindern konnte. Außerdem gelangen ihm elf Interceptions.

## NFL
Williams wurde beim NFL Draft 2017 in der zweiten Runde als insgesamt 42. von den New Orleans Saints ausgewählt und erhielt einen Vierjahresvertrag über 6,24 Millionen US-Dollar, 3,4 Millionen davon garantiert. Williams konnte sich sofort als Profi etablieren und kam in seiner Rookie-Saison in 15 Partien als Starter zum Einsatz, ein Spiel musste er verletzungsbedingt pausieren.
Der gute Eindruck, den er mit seinen konstant guten Leistungen hinterließ – so wurde er etwa von der Pro Football Writers Association in das All-Rookie Team 2017 gewählt – wurde allerdings durch einen schweren Fehler in der Play-off-Partie gegen die Minnesota Vikings getrübt. Durch sein schlechtes Verteidigungsverhalten ermöglichte er Stefon Diggs einen 61-Yard-Touchdown wenige Sekunden vor Spielende. Dieser Spielzug, die amerikanischen Medien sprachen rasch vom Minneapolis Miracle (Wunder von Minneapolis), bedeutete den überraschenden Sieg für die Vikings und das Saisonende für die Saints.
2018 und 2019 zeigte er als Free Safety konstant gute Leitungen. 2018 gelang ihm gegen die Atlanta Falcons sein erster Sack, 2019 im Spiel gegen die Tampa Bay Buccaneers sein erster Touchdown. Vor der Saison 2021 belegten ihn die Saints mit dem Franchise Tag und hielten ihn für die Saison.
Am 16. März unterschrieb er einen Fünfjahresvertrag mit den Baltimore Ravens über 70 Millionen US-Dollar. In der Saison 2024 verlor er seine Position als Stammspieler in Baltimore. Am 12. März 2025 wurde Williams von den Ravens entlassen.